# Лабрадор, Басилио
Басилио Лабрадор (исп. Basilio Labrador; род. 29 марта 1967, Los Realejos, Канарские острова) — испанский легкоатлет, специалист по спортивной ходьбе. Выступал за сборную Испании по лёгкой атлетике в 1989—1999 годах, двукратный победитель Кубка Европы в командном зачёте, серебряный и бронзовый призёр Кубка мира, призёр первенств национального значения, участник чемпионатов мира 1991 года в Токио и 1993 года в Штутгарте.

## Биография
Басилио Лабрадор родился 29 марта 1967 года в Лос-Реалехосе на Канарских островах.
Начал заниматься спортивной ходьбой в возрасте 15 лет. Окончил Университет Ла-Лагуна, получив степень магистра в области спортивного управления.
Впервые заявил о себе в лёгкой атлетике на международном уровне в сезоне 1989 года, когда вошёл в состав испанской национальной сборной и выступил на домашнем Кубке мира по спортивной ходьбе в Оспиталете, где на дистанции 50 км занял 19-е место.
В 1990 году на чемпионате Европы в Сплите в той же дисциплине финишировал четвёртым.
В 1991 году показал 23-й результат на Кубке мира в Сан-Хосе, тогда как на чемпионате мира в Токио сошёл с дистанции.
В 1992 году в ходьбе на 20 км стал седьмым на иберо-американском чемпионате в Севилье.
На Кубке мира 1993 года в Монтеррее занял 15-е место в личном зачёте 50 км и тем самым помог своим соотечественникам выиграть серебряные медали командного зачёта. На последовавшем чемпионате мира в Штутгарте с личным рекордом 3:46:46 пришёл к финишу пятым.
В 1994 году на чемпионате Европы в Хельсинки показал результат 3:58:58, расположившись в итоговом протоколе соревнований на 17-й строке.
На Кубке мира 1995 года в Пекине занял 39-е место в личном зачёте 50 км и стал бронзовым призёром командного зачёта.
В 1996 году на Кубке Европы в Ла-Корунье был четвёртым и первым в личном и командном зачётах 50 км соответственно.
На Кубке Европы 1998 года в Дудинце финишировал пятым в личном зачёте 50 км и вновь выиграл командный зачёт.
В 1999 году на Кубке мира в Мезидон-Канон занял 16-е место в личном зачёте 50 км и стал серебряным призёром командного зачёта.
В 2000-х годах ещё оставался действующим спортсменом и время от времени принимал участие в различных соревнованиях в Испании, однако на международной арене больше не показывал сколько-нибудь значимых результатов.